# Бикоборство
Бикоборството или тавромахия (на гръцки: ταῦρος – бик, на гръцки: μάχεσθαι – борба) е състезание между човек и бик или между бикове помежду им.
Тези състезания са традиция в някои страни, в частност на Иберийския полуостров. Произхождат още от Древна Иберия.
Най-разпространеният вариант на бикоборството е испанският корида, който е традиционен спектакъл в Испания, Португалия, части от Южна Франция, Мексико, Колумбия, Еквадор, Венецуела и Перу. И докато някои форми понякога се считат за кървав спорт, в някои държави (Испания), това е форма на изкуство и културно събитие. В Испания, тореадорите (бикоборците) са почти толкова известни, колкото футболните звезди – те получават подкрепата на спонсори и медийно отразяване. В бикоборството се използва специален вид бик, който трябва да се отглежда в голямо ранчо с възможно най-малък досег с хора.
Съществуват много исторически арени на Иберийския полуостров, във Франция и в Латинска Америка. Най-голямата е Плаца Мексико в Мексико сити и побира 48 000 души. Най-старите арени са в Бехар (Саламанка) и Ронда (Малага).
Бикоборството е противоречиво, поради редица проблеми, включващи отношението към животните, финансиране и религия. В повечето държави то е незаконно, но все още е законно в повечето части на Испания, Португалия и някои части на Латинска Америка и Южна Франция.